# Urasoe Chōshi
Urasoe Ueekata Chōshi (浦添 親方 朝師, 1558-1620), aussi connu sous son nom de style chinois Shō Ritan (向 里端), est un aristocrate et fonctionnaire du gouvernement du royaume de Ryūkyū. Il est membre du Sanshikan de ???? à 1611. Il était le sixième fils du prince Urasoe Chōkyō (浦 添 朝 喬). Le roi Shō Nei était aussi son neveu.